# Marcel Vandenhove
Marcel Vandenhove (Waarmaarde, 24 februari 1925 - Menen, 13 januari 2002) was een Belgisch volksvertegenwoordiger, senator en burgemeester.

## Levensloop
Vandenhove was beroepshalve ziekenfondsbediende en bestuurder. Hij trouwde met Angèle Deramaix en na haar overlijden met Rita Callens.
Hij was voor de BSP en daarna de SP van 1952 tot 1989 gemeenteraadslid van Avelgem, waar hij van 1958 tot 1964 schepen en van 1971 tot 1976 burgemeester was.
In 1965 werd hij verkozen tot lid van de Kamer van volksvertegenwoordigers voor het arrondissement Kortrijk en vervulde dit mandaat tot in 1974 en van 1978 tot in 1981. Van 1974 tot 1977 was hij in de Senaat provinciaal senator voor West-Vlaanderen en van 1981 tot 1987 rechtstreeks verkozen senator voor het arrondissement Kortrijk. In de periodes december 1971-april 1977 en januari 1979-oktober 1980 zetelde hij als gevolg van het toen bestaande dubbelmandaat ook in de Cultuurraad voor de Nederlandse Cultuurgemeenschap, die op 7 december 1971 werd geïnstalleerd. Vanaf 21 oktober 1980 tot december 1987 was hij lid van de Vlaamse Raad, de opvolger van de Cultuurraad en de voorloper van het huidige Vlaams Parlement.